# Shahid Bhagat Singh Nagar
Shahid Bhagat Singh Nagar is een district van de Indiase staat Punjab. Het district telt 586.637 inwoners (2001) en heeft een oppervlakte van 1258 km².
Tot 2008 droeg het district, net als zijn hoofdstad, de naam Nawanshahr. De verandering naar de huidige naam gebeurde als eerbetoon voor vrijheidsstrijder Bhagat Singh (1907–1931).
Amritsar · Barnala · Bathinda · Faridkot · Fatehgarh Sahib · Fazilka · Firozpur · Gurdaspur · Hoshiarpur · Jalandhar · Kapurthala · Ludhiana · Mansa · Moga · Muktsar · Pathankot · Patiala · Rupnagar · Sahibzada Ajit Singh Nagar (Mohali) · Sangrur · Shahid Bhagat Singh Nagar · Tarn Taran